# Malcolm (opera teatrale)
Malcolm è un'opera teatrale del drammaturgo statunitense Edward Albee, tratta dall'omonimo romanzo di James Purdy.

## Trama
In una città degli Stati Uniti Malcolm, un quindicenne ben vestito e ben educato, aspetta giorno dopo giorno su una panchina di fronte a un hotel il ritorno di suo padre. Un giorno l'anziano astrologo Cox lo nota, scopre la sua identità e lo affascina con il suo carisma: manda il ragazzo a conoscere una serie di persone che, gradualmente, corromperanno la sua natura onesta e virtuosa. Le prime persone che incontra sono Kermit, che afferma di avere 192 anni, e la giovane prostituta che ha sposato, a cui seguono una coppia di mezz'età (la moglie va sempre in giro con quattro amanti), una coppia di anziani artisti e Melba, una cantante che sposa Malcolm e lentamente lo uccide con alcol e sesso.

## Produzioni
Diretta da Alan Schneider, storico collaboratore di Albee, la piece debuttò allo Shubert Theatre di Broadway (New York) l'11 gennaio 1966 e rimase in scena per 7 repliche fino al 15 gennaio. Il cast era costituito da: Matthew Cowles (Malcolm), Alice Drummond (Eloisa Brace), Henderson Forsythe (Cox), Estelle Parsons (Laureen), John Heffernan (Kermit), Donald Hotton (Jerome Brace), Wyman Pendleton (Girard Girard), Jennifer West (Melba), Ruth White (Madame Girard), Alan Yorke (Gus), Victor Arnold (Heliodoro), Vicki Blankensghip, Joseph Cali, William Callan e Robert Viharo.
Furono molto apprezzate la regia di Schneider, le scene di William Ritman, le luci di Tharon Musser e i costumi di Willa Kim, mentre il testo di Albee e la performance di Cowles nel ruolo principale ricevettero recensioni più negative.